# 羅克斯伯里鎮區 (明尼蘇達州彭寧頓縣)
羅克斯伯里鎮區（英語：Rocksbury Township）是位於美國明尼蘇達州彭寧頓縣的一個行政鎮區。

## 地方資料
羅克斯伯里鎮區的面積為89.95平方千米，當中陸地面積為88.60平方千米，而水域面積為1.35平方千米。根據2020年美國人口普查的數據，當地共有人口1102人，而人口密度為每平方千米12.25人。